# Pęperzyn
Pęperzyn – wieś w Polsce położona w województwie kujawsko-pomorskim, w powiecie sępoleńskim, w gminie Więcbork. Wieś położona jest nad jeziorem Pęperzyńskim.
| SIMC    | Nazwa        | Rodzaj    |
| ------- | ------------ | --------- |
| 0099814 | Na Zabartowo | część wsi |
| 0099820 | Pod Młyn     | część wsi |
| 0099837 | Za Torem     | część wsi |

W latach 1954–1968 wieś była siedzibą gromady Pęperzyn, po jej zniesieniu w gromadzie Więcbork. W latach 1975–1998 miejscowość administracyjnie należała do województwa bydgoskiego.
Według Narodowego Spisu Powszechnego (III 2011 r.) liczyła 665 mieszkańców. Jest czwartą co do wielkości miejscowością gminy Więcbork.
Po raz pierwszy wieś wymieniona w dokumentach w roku 1288, należała najpierw do arcybiskupstwa gnieźnieńskiego, a potem do cystersów z Byszewa. Dopiero u progu czasów nowożytnych przeszła w ręce prywatne, m.in. Pęperzyńskich. Około roku 1550 Mikołaj Zebrzydowski osiedlił w okolicy Więcborka licznych ewangelików. Pęperzyn stał się ich głównym centrum, znajdował się tu zbór luterański z licznymi filiami. Zostały one zabrane ewangelikom w roku 1739 przez prymasa Krzysztofa Szembeka. W roku 1778 został wzniesiony we wsi późnobarokowy kościół, odnowiony w roku 1965, będący obecnie siedzibą parafii św. Maksymiliana Kolbego.
We wsi działa szkoła podstawowa.
We wsi był przystanek kolejowy Pęperzyn.